# Зелена вулиця (Київ, Солом'янський район)
Зеле́на вулиця — вулиця в Солом'янському районі міста Києва, місцевість Новокараваєві дачі. Пролягає від вулиці Героїв Севастополя до Олекси Гірника.
Прилучається Попільнянська вулиця.

## Історія
Вулиця утворилася на початку 40-х років XX століття під назвою 69-та Нова (повноцінно забудована з кінця 1940-х років). Сучасна назва — з 1944 року.

## Установи та заклади
- Середня загальноосвітня школа № 12 (буд. № 12).